# Swordfish Studios
Swordfish Studios était un studio de développement de jeu vidéo anglais basé à Birmingham, fondé par les producteurs exécutifs de Rage, Trevor Williams et Joan Finnegan, en septembre 2002.
Parmi les jeux produits par le studio, le plus notable est World Championship Rugby. Les autres jeux sont Brian Lara International Cricket 2005 et Cold Winter. En 2004, Swordfish Studios a été nommé « Developer of the Year » par la Independent Game Developers Association.
Swordfish Studios a été acheté par Vivendi Games en juin 2005, et devient un studio propriété de Sierra Entertainment. Le 14 novembre 2008, Swordfish Studios est racheté par Codemasters après un accord avec Activision Vivendi, puis renommé en Codemasters Birmingham, et développa par la suite les jeux de formule 1 : F1 2011 et F1 2012.
Le jeune studio Monumental Games rachète quant à lui le studio de Manchester, mais le 6 avril 2010, Monumental Games ferme le studio, 26 personnes y travaillaient.

## Jeux
- World Championship Rugby (PS2)
- Brian Lara International Cricket 2005
- Cold Winter (PS2)
- 50 Cent: Blood on the Sand[4] (Xbox 360, PS3)

### Lien  externe
- Site officiel